# Garou (album)
Garou è il terzo album in studio del cantante canadese Garou, pubblicato nel 2006.

## Tracce
1. Le temps nous aime (Jacques Veneruso) — 3:26
2. Je suis le même (Tino Izzo, Diane Cadieux) — 3:29
3. Plus fort que moi (Frédéric Doll, David Gategno) — 3:01
4. L'injustice (Pascal Obispo) — 5:17
5. Que le temps (Sandrine Roy, Sylvain Michel) — 3:58
6. Même par amour (Patrice Guirao, Pascal Obispo) — 3:24
7. Dis que tu me retiendras (Diane Cadieux, Tino Izzo) — 3:37
8. Trahison (Aldo Nova, Johan Bobäck, Joachim Nilsson, Luc Plamondon) — 3:58
9. Milliers de pixels (Tino Izzo, Diane Cadieux) — 3:33
10. Je suis debout (Jacques Veneruso) — 3:26
11. Viens me chercher (Jean-Jacques Goldman, Jacques Veneruso) — 3:32
12. Quand je manque de toi (Jacques Veneruso) — 3:29